# Bindaas
Bindaas è un film del 2008, diretto da D. Rajendra Babu

## Colonna sonora
1. Udit Narayan, Sowmya Raoh – Gubbachi Goodinalli – 4:48
2. Puneeth Rajkumar – Bengalooru Mangalooru – 4:12
3. Gurukiran, Sonu Kakkar – Kallu Mama – 3:51
4. Karthik, Mathangi – Nalle Nalle – 4:48
5. Shaan – Thara Thara Onthara – 4:50